# Clint Smith
Clinton James „Clint“ Smith (* 12. Dezember 1913 in Assiniboia, Saskatchewan; † 19. Mai 2009 in Vancouver, British Columbia) war ein  kanadischer Eishockeyspieler (Center) und -trainer, der von 1936 bis 1947 für die New York Rangers und Chicago Black Hawks in der National Hockey League spielte.

## Karriere
Nach einigen Jahren in Saskatoon und Vancouver kam er erst mit 23 Jahren an die Ostküste. Nach fast einer ganzen Spielzeit bei den Philadelphia Ramblers in der International American Hockey League gab er zu Ende der Saison 1936/37 sein NHL-Debüt bei den New York Rangers. In seiner ersten vollständigen Saison in der NHL war er zweitbester Scorer seines Teams und schaffte den Sprung unter die besten zehn Scorer der Liga. Als die Rangers in der Saison 1939/40 den Stanley Cup gewannen, war er einer der Leistungsträger im Team. Neben der Torgefahr, die von ihm ausging, war es seine Fairness, die ihm großen Respekt bei seinen Mitspielern einbrachte. Zum Ende der Saison 1940/41 hatte er in seinen 187 Spielen nur vier Strafminuten absitzen müssen. Diese Spielweise brachte ihm zweimal die Lady Byng Memorial Trophy ein. 
Als Free Agent wechselte er zur Saison 1943/44 zu den Chicago Black Hawks. Dort spielte er in einer Sturmreihe mit Bill Mosienko und Doug Bentley. Mit 49 Vorlagen stellte er eine neue Bestleistung in der NHL auf. Die Regeländerung, die es Teams erlaubte, den Torwart zu Gunsten eines zusätzlichen Feldspielers vom Eis zu nehmen, machte er sich zu nutzen. Er war der erste Spieler in der NHL, der in einer derartigen Situation einen Treffer erzielte. Auch mit vier Treffern in einem Drittel, in einem Spiel gegen die Montreal Canadiens im März 1945, stellte er einen neuen NHL-Rekord auf. 
Nach Ende der Saison 1946/47 verließ er die NHL und war als Spielertrainer in der United States Hockey League aktiv. Hier waren die Tulsa Oilers und St. Paul Saints seine Teams. Nach einer Spielzeit bei den Cincinnati Mohawks in der American Hockey League kehrte er an die Westküste zurück.
1991 wurde er mit der Aufnahme in die Hockey Hall of Fame geehrt.

## Sportliche Erfolge
- Stanley Cup: 1940

### Persönliche Auszeichnungen
- Lady Byng Memorial Trophy: 1939 und 1944